# Amy van Buuren
| Posities op de WTA-ranglijst Positie per einde seizoen: \| jaar \| rang enkelspel \| rang dubbelspel \| \| ---- \| -------------- \| --------------- \| \| 1987 \| – \| 337 \| \| 1988 \| 402 \| 211 \| \| 1989 \| 434 \| 319 \| \| 1990 \| 507 \| 212 \| \| 1991 \| 500 \| 124 \| \| 1992 \| 455 \| 302 \| \| 1993 \| 493 \| 206 \| |                |                 |
| jaar | rang enkelspel | rang dubbelspel |
| 1987 | –              | 337             |
| 1988 | 402            | 211             |
| 1989 | 434            | 319             |
| 1990 | 507            | 212             |
| 1991 | 500            | 124             |
| 1992 | 455            | 302             |
| 1993 | 493            | 206             |

Amy van Buuren (20 mei 1969) is een voormalig tennisspeelster uit Nederland. Van Buuren was actief in het internationale tennis van 1987 tot en met 1993.

## Loopbaan

### Enkelspel
Van Buuren debuteerde in 1987 op het ITF-toernooi van Makarska (Joegoslavië). Zij stond in 1991 voor het eerst in een finale, op het ITF-toernooi van Koksijde (België) – zij verloor van de Sovjet-speelster Olha Loehina. Ook haar andere finale, in Bournemouth (VK), kon zij niet winnend afsluiten.

### Dubbelspel
Van Buuren behaalde in het dubbelspel betere resultaten dan in het enkelspel. Zij debuteerde in 1987 op het ITF-toernooi van Rabac (Joegoslavië), samen met de Luxemburgse Karin Kschwendt. Zij won daar meteen de titel, door het Nederlandse duo Mariëlle Rooimans en Nicolette Rooimans te verslaan. In totaal won zij vier ITF-titels, de laatste in 1993 in Cascais (Portugal).
In 1988 speelde Van Buuren voor het eerst op een WTA-hoofdtoernooi, op het toernooi van Brighton, samen met de Britse Kaye Hand – zij bereikten er de tweede ronde. In 1989 had zij haar grandslamdebuut op Roland Garros, geflankeerd door de Duitse Silke Frankl.
Van 1990 tot en met 1993 speelde Van Buuren bijna al haar dubbelspeltoernooien aan de zijde van landgenote Gaby Coorengel. Met haar drong Van Buuren tweemaal door tot de tweede ronde op de grandslamtoernooien: op Roland Garros 1991 en op Wimbledon 1991. Haar hoogste notering op de WTA-ranglijst is de 114e plaats, die zij bereikte in augustus 1991.

## Resultaten grandslamtoernooien
| Legenda | Legenda                          |
| ------- | -------------------------------- |
| g.t.    | geen toernooi gehouden           |
| l.c.    | lagere categorie                 |
| –       | niet deelgenomen                 |
| G       | uitgeschakeld in de groepsfase   |
| 1R      | uitgeschakeld in de eerste ronde |
| 2R      | uitgeschakeld in de tweede ronde |
| 3R      | uitgeschakeld in de derde ronde  |
| 4R      | uitgeschakeld in de vierde ronde |
| KF      | uitgeschakeld in de kwartfinale  |
| HF      | uitgeschakeld in de halve finale |
| F       | de finale verloren               |
| W       | het toernooi gewonnen            |
| w-v     | winst/verlies-balans             |

### Enkelspel
geen deelname

### Vrouwendubbelspel
| toernooi        | 1989 |    | 1991 |
| --------------- | ---- | -- | ---- |
| Australian Open | –    | –  |      |
| Roland Garros   | 1R   | 2R |      |
| Wimbledon       | 1R   | 2R |      |
| US Open         | –    | 1R |      |

### Gemengd dubbelspel
| toernooi        | 1989 |    | 1991 |
| --------------- | ---- | -- | ---- |
| Australian Open | –    | –  |      |
| Roland Garros   | –    | –  |      |
| Wimbledon       | 1R   | 1R |      |
| US Open         | –    | –  |      |

## Palmares

### Gewonnen ITF-toernooien enkelspel
geen

### Gewonnen ITF-toernooien dubbelspel
| nr. | finale     | toernooi | dotatie | ondergrond | partner         | tegenstandsters in finale            | score         |
| --- | ---------- | -------- | ------- | ---------- | --------------- | ------------------------------------ | ------------- |
| 1.  | 1987-10-04 | Rabac    | $10.000 | gravel     | Karin Kschwendt | Mariëlle Rooimans Nicolette Rooimans | 6-3, 6-4      |
| 2.  | 1990-05-27 | Katowice | $25.000 | gravel     | Gaby Coorengel  | Karin Baleková Jitka Dubcová         | 7-5, 3-6, 6-3 |
| 3.  | 1993-02-28 | Valencia | $25.000 | gravel     | Gaby Coorengel  | Eva Bes Virginia Ruano Pascual       | 6-4, 6-0      |
| 4.  | 1993-03-07 | Cascais  | $25.000 | gravel     | Lara Bitter     | Pavlína Rajzlová Helena Vildová      | 6-1, 2-6, 6-3 |